# هفشجان
هفشجان (بالفارسية: هفشجان) هي مدينة تقع في إيران في البلدة المركزية. يقدر عدد سكانها بـ 20,042 نسمة .